# Луда надпревара (филм)
„Луда напревара“ (на английски: Rat Race) е американска ексцентрична комедия от 2001 г., режисирана от Джери Зукер, със сценарий от Анди Брекман, с участието на Роуън Аткинсън, Упи Голдбърг, Куба Гудинг Джуниър, Джон Ловиц, Кати Найми, Лана Чапман, Бречин Майер, Ейми Смарт, Сет Грийн, Винс Виелуф, Уейн Найт, Джон Клийз, Дейв Томас, Дийн Каин и Кати Бейтс.
Филмът е продуциран от Fireworks Pictures, Alphaville Films и Zucker Productions на Zucker и е издаден от Парамунт Пикчърс на 17 август 2001 г. в САЩ и Канада. Получава смесени отзиви от критиците, но е успех в боксофиса.

## Сюжет
Сюжетът на филма е подобен този в „Този луд, луд, луд, луд свят“ и „Ловец на скитници“.
 Внимание:  Текстът по-долу разкрива сюжета на произведението (или части от него)!
Представени са шест отбора от хора, натоварени със задачата да се състезават на 563 мили от казино в Лас Вегас до жп гара Силвър Сити, Ню Мексико, където шкафът за съхранение съдържа чанта с 2 милиона долара. Първият човек, който стигне до шкафчето, печели и получава парите.

## Дублаж

### Диема+ (2004)
| Преводач           | Захари Генчев                                                                       |
| Тонрежисьор        | Тони Тодоров                                                                        |
| Озвучаващи артисти | Венета Зюмбюлева Даниела Йорданова Николай Николов Георги Георгиев-Гого Васил Бинев |